# سرين تشاوة
سرين‌ تشاوة هي قرية في مقاطعة بيرانشهر، إيران. يقدر عدد سكانها بـ 265 نسمة بحسب إحصاء 2016.